# João Marcos Bezerra do Ó
João Marcos Bezerra do Ó (20 de fevereiro de 1958) é um pesquisador brasileiro, titular da Academia Brasileira de Ciências na área de Ciências Matemáticas desde 2016. É professor do departamento de matemática da Universidade Federal da Paraíba.
Foi condecorado com a comenda da Ordem Nacional do Mérito Científico.